# Grażyna Bacewicz
Grażyna Bacewicz (født 5. februar 1909 i Lodz, Polen, død 17. januar 1969 i Warsawa, Polen) var en polsk komponist og violinist. 
Bacewicz begyndte at studere violin og komposition på Warsawa musikkonservatorium.
Hun fortsatte så sine studier hos Nadia Boulanger i Paris. 
Hun skrev mest for sit eget instrument violinen, 7 violinkoncerter, 5 symfonier, violin sonater, 7 strygekvartetter, 2 pianokvintetter og kammermusik.
Bacewicz komponerede i neoklassisk stil, men blev senere i livet inspireret i kompositorisk stilretning efter Witold Lutoslawski.

## Udvalgte værker
- Symfoni nr. 1 (1945) - for orkester
- Symfoni (1946) - for strygeorkester
- Symfoni nr. 2 (1951) - for orkester
- Symfoni nr. 3 (1952) - for orkester
- Symfoni nr. 4 (1953) - for orkester
- Bratschkoncert (1967-68) - for bratsch og orkester
- Klaverkoncert (1949) - for klaver og orkester
- Cellokoncert nr. 1 (1951) - for cello og orkester
- Cellokoncert nr. 2 (1963) - for cello og orkester
- 7 Violinkoncerter (1937, 1945, 1948, 1951, 1954, 1957, 1965) - for violin og orkester
- 7 Strygekvartetter (1938, 1942, 1947, 1951, 1955, 1960, 1965)
- "Polsk dans" (1948) - for violin og klaver
- "Mazoviansk dans" (1951) - for violin og klaver
- 5 Violinsonater (1945, 1946, 1947, 1949, 1951)  - for violin og klaver
- 3 Violinsonater (1929, 1941 "No.1", 1958 "No.2") - for soloviolin
- Kvartet for 4 Violiner (1949)
- Kvartet for 4 Violoncelli (1964)